# Šárka Barborková
Šárka Barborková est une ancienne joueuse tchèque de volley-ball née le 6 novembre 1985 à Prague. Elle mesure 1,92 m et jouait au poste de centrale. Elle a totalisé 12 sélections en équipe de République tchèque. 

## Clubs
| Club                  | De        | À         |
| --------------------- | --------- | --------- |
| PVK Olymp Prague      | 1998-1999 | 2003-2004 |
| BTV Luzern            | 2004-2005 | 2006-2007 |
| 1. VC Wiesbaden       | 2007-2008 | 2007-2008 |
| VC Stuttgart          | 2008-2009 | 2009-2010 |
| Rote Raben Vilsbiburg | 2010-2011 | 2010-2011 |
| GSO Villa Cortese     | 2011-2012 | 2011-2012 |
| Ereğli Belediye       | 2012-2013 | jan 2013  |
| Sens OCVB             | 2013-2014 | 2014-2015 |
| Volley-Ball Nantes    | 2015-2016 | 2016-2017 |

## Palmarès

### Clubs
- Championnat d'Italie
  - Finaliste : 2012.
- Coupe de France
  - Finaliste : 2016.

### Distinctions individuelles
- Ligue européenne féminine de volley-ball 2011 : Meilleure réceptionneuse.